# Bierberg (Lügde)
Das Naturschutzgebiet Bierberg ist ein Naturschutzgebiet im Kreis Lippe mit einer Größe von rund 31,6 Hektar. 
Namensgebend für das mit der Nummer LIP-048 geführte Gebiet ist der Bierberg südlich von Lügde, an dessen West- und zum Teil Nordhang das Naturschutzgebiet liegt. Der Name dieses Bierberges, der sich am südöstlichen Rand des Pyrmonter Talkessels erhebt, wird als Umdeutung der älteren Bezeichnung „Pirreberg“ angesehen.

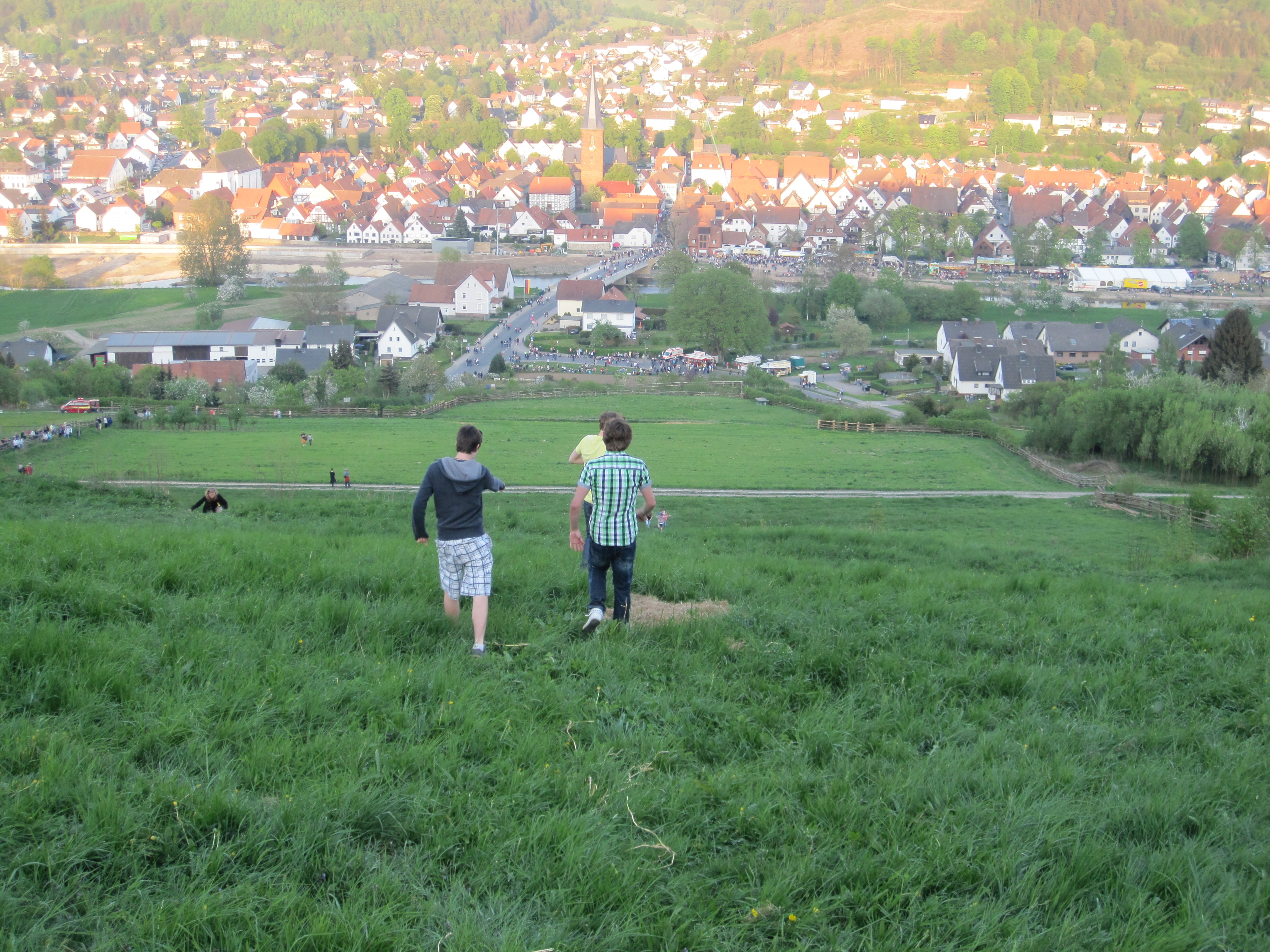
Lügde

Das Gebiet wurde zur Erhaltung, Entwicklung und Wiederherstellung von Lebensräume seltener, gefährdeter und landschaftraumtypischer Tier- und Pflanzenarten unter Schutz gestellt.
Insbesondere werden Kalkhalbtrockenrasen, Gebüsche in trockenwarmen Standorten, thermophile Staudensäume und Magerweiden geschützt.